# Barberaz
Barberaz è un comune francese di 4 773 abitanti situato nel dipartimento della Savoia della regione dell'Alvernia-Rodano-Alpi.
È inserita nell'area metropolitana di Chambery, del quale è la naturale prosecuzione. 

## Società

### Evoluzione demografica
Abitanti censiti